# 힌디 벨트

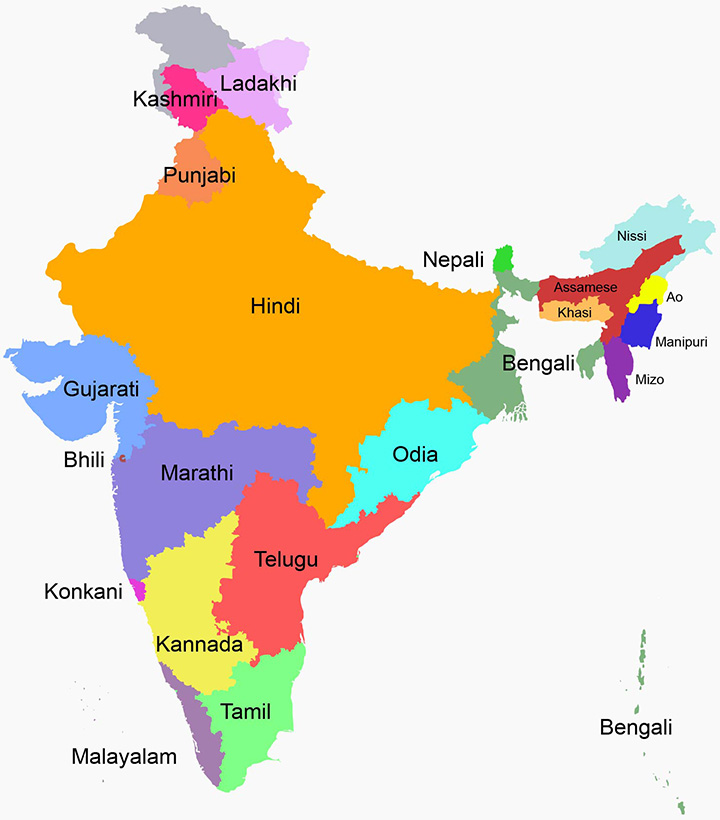
인도 주 및 연방 직할지의 가장 흔히 사용되는 (L1) 모어 기준

힌디 벨트는 힌디 중심지 또는 힌디어 사용 주라고도 불리며, 북인도, 중앙인도, 동인도, 서인도의 일부를 포함하는 언어 지역으로, 다양한 북인도아리아어군, 중인도아리아어군, 동인도아리아어군, 서인도아리아어군 언어가 사용되며, 이는 광범위하게 힌디어로 통칭된다. 이 지역의 링구아 프랑카는 현대 표준 힌디어(카리볼리를 기반으로 한 산스크리트화된 버전)이다. 이 벨트에는 공식 언어가 현대 표준 힌디어인 모든 인도 주가 포함된다.
"힌디 벨트"라는 용어는 때때로 공식 언어가 현대 표준 힌디어인 9개 인도 주(즉, 비하르주, 차티스가르주, 하리아나주, 히마찰프라데시주, 자르칸드주, 마디아프라데시주, 라자스탄주, 우타르프라데시주, 우타라칸드주)뿐만 아니라 찬디가르 연방 직할지와 델리 수도 직할지를 지칭하는 데도 사용된다.
또한 때로는 넓게 힌디-우르두어 벨트 또는 힌두스탄어 벨트라고도 불린다.

## 힌디어의 방언 연속체
힌디어는 인도 북부 평야의 문화적 힌디 벨트 내에 위치한 인도아리아어군 방언연속체의 일부이다. 이러한 넓은 의미의 힌디어는 민족적 개념이라기보다는 사회언어학적 개념이다.
이 힌디어의 정의는 인도 인구 조사에서 사용되는 정의 중 하나이며, 인도인의 40% 이상이 힌디어 화자로 보고되지만, 힌디어 지역 응답자들은 자신들의 언어를 힌디어라고 부를지 실제 언어명으로 부를지에 대해 다양하게 응답한다. 1991년 인구 조사에서 정의된 힌디어는 넓은 의미와 좁은 의미를 가진다. 따라서 "힌디어"라는 용어는 모호하다. 별개의 언어로 식별되기 전, 마이틸어는 인구 조사에서 힌디어 방언으로 식별되었다. 많은 이러한 언어들은 여전히 인정을 받기 위해 노력하고 있다.
넓은 의미는 마이틸어를 제외한 비하르어군, 모든 라자스탄어, 중앙 파하리 언어를 포함하여 수많은 중인도아리아어군, 동중인도아리아어, 동인도아리아어, 북인도아리아어를 포괄한다. 이 지역은 서쪽으로 펀자브어와 신드어에 의해, 남쪽으로 구자라트어, 마라티어, 오리야어에 의해, 동쪽으로 마이틸어와 벵골어에 의해, 북쪽으로 네팔어, 도그리어, 카슈미르어, 서파하리어 및 티베트어에 의해 경계가 정해진다. 이 벨트의 언어 변종들은 인도 인구 조사에서 단일 언어의 방언으로 간주되는 것과 달리, 일반적으로 별개의 언어로 간주된다.
중간 의미에서, 힌디어는 중인도아리아어군과 동일시된다. 언어적 특징에 따라, 이들은 서힌디어군과 동힌디어군으로 나뉜다. 가장 좁은 힌디어의 정의는 델리와 서부 우타르프라데시주 주변에서 사용되는 서힌디어군 언어의 표준어 사용역인 공식 언어인 현대 표준 힌디어이다. 표준화된 힌두스탄어(표준 힌디어와 우르두어를 모두 포함)는 역사적으로 17세기 델리의 데흘라비 방언에 기반을 두고 있다.

### 화자 수
2011년 인도 인구 조사에 따른 인구 데이터는 다음과 같다:
- 중인도아리아어
  - 서힌디어군
    - 2억 4천만 힌디어
    - 980만 하리아나어
    - 150만 브라지 바샤
    - 950만 카나우지어
    - 560만 분델리어

  - 동힌디어군
    - 450만 아와디어
    - 1,820만 차티스가르어
    - 260만 바겔리어
    - 170만 수르구지아어
- 마이틸어를 제외한 비하르어군
  - 5,100만: 보지푸리어
  - 1,300만: 마가히어
  - 800만: 코르타어
  - 510만: 사드리어
  - 50만: 쿠르말리어
- 라자스탄어
  - 780만 마르와리어
  - 520만 말비어
  - 230만 니마디어
  - 480만 람바디어
  - 290만 하라우티어
  - 300만 고드와리어
  - 200만 바그리어

2001년 인도 인구 조사에 따르면 인도인 2억 5,800만 명(인구의 25%)이 자신들의 모어를 "힌디어"로 간주했지만, 인구 조사에서 힌디어로 간주되는 다른 언어들을 포함하면 이 수치는 4억 2,200만 명의 힌디어 화자(인구의 41%)가 된다. 이 수치에는 모국어를 "우르두어"로 간주하는 5,200만 명의 인도인은 포함되지 않는데, 우르두어는 힌디어와 비공식적으로 상호 이해 가능하다. 또한 이 수치는 위의 표와 직접 비교할 수 없다. 예를 들어, 2001년 독립 추정치에서는 3,700만 명의 아와디어 화자가 있었지만, 2001년 인구 조사에서는 이들 중 250만 명만이 자신들의 언어를 "힌디어"가 아닌 "아와디어"로 식별했다.
아와디어, 보지푸리어, 쿠마오니어, 분델리어, 차티스가르어, 가르왈리어, 쿠드말리/쿠르말리어, 마가히어, 사드리어, 라자스탄어를 인도 헌법 제8부칙에 포함시켜야 한다는 요구가 있었다. 이 언어들은 표준 힌디어와 상호 이해 가능성 수준이 다양함에도 불구하고 정부에 의해 힌디어 방언으로 간주된다. 일부 학자들은 힌디어 방언을 헌법 제8부칙에 완전한 인도 언어로 포함시키는 것에 반대한다. 그들에 따르면 힌디어 방언을 별개의 언어로 인정하면 힌디어가 수백만 명의 화자를 잃게 되어 결국 힌디어가 남지 않게 될 것이라고 한다.

### 인도 아대륙 밖
아대륙 밖에서 사용되는 힌디어의 대부분은 인도 표준어와 구별된다. 피지 힌디어는 아와디어와 보지푸리어에서 파생된 형태로, 일부 영어 단어와 아주 적은 수의 원주민 피지어 단어를 포함한다. 이 언어는 인도계 피지인의 대다수에 의해 사용된다. 모리셔스에서는 보지푸리어가 가장 흔하게 사용되는 힌디어 방언이다. 1972년에는 모국어로 31.7%가 널리 사용되었지만, 수년에 걸쳐 사용이 줄어들었다. 2022년 인구 조사에 따르면, 보지푸리어는 인구의 5.1%만이 집에서 가장 흔하게 사용하는 언어였다. 하지만 모리셔스 타임스의 안자니 무르단에 따르면, 이 언어에 유창한 인구 비율은 여전히 약 36.7%로 추정된다.

## 지리와 인구

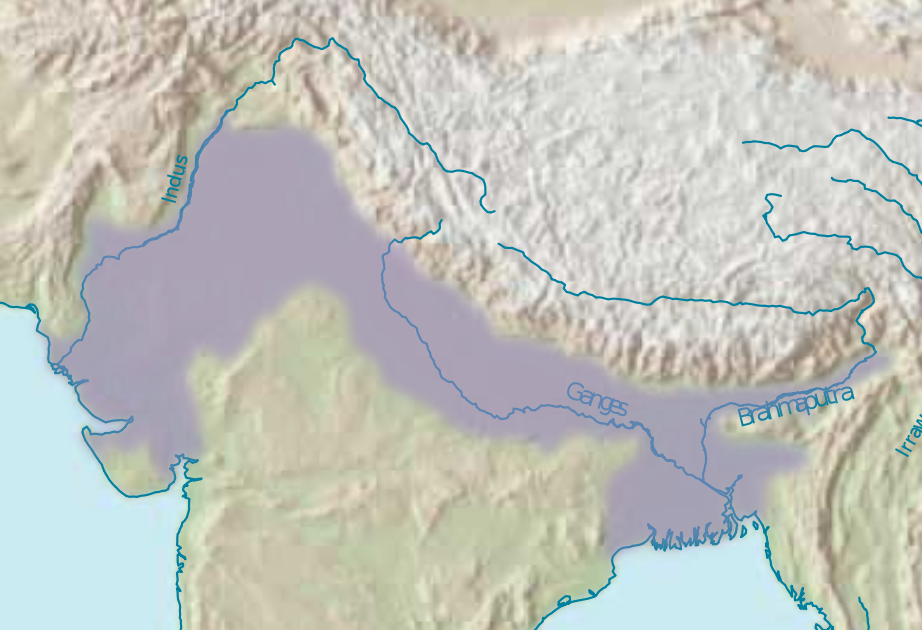
인더스-갠지스 평원

매우 비옥하고 평평하며 충적층으로 이루어진 갠지스 평야는 힌디 중심지의 북부를 차지하며, 마디아프라데시주의 빈디아 산맥이 남쪽 경계를 이루고 자르칸드주와 차티스가르주의 언덕과 빽빽한 숲이 동쪽에 위치한다. 이 지역은 주로 아열대 기후로, 시원한 겨울, 더운 여름, 적당한 몬순을 특징으로 한다. 기후는 위도에 따라 다소 달라지며, 겨울은 더 추워지고 강우량은 감소한다. 특히 자르칸드주와 차티스가르주에서는 고도에 따라 크게 달라질 수 있다.
힌디 중심지는 인도 인구의 약 3분의 1을 부양하며, 지리적 면적의 약 4분의 1을 차지한다. 인구는 우타르프라데시주, 마디아프라데시주, 차티스가르주, 자르칸드주, 비하르주의 비옥한 갠지스 평원을 따라 집중되어 있다.
대부분의 인구가 농촌에 거주하지만, 주요 도시로는 찬디가르, 판치쿨라, 델리, 러크나우, 칸푸르, 라이푸르, 알라하바드, 자이푸르, 아그라, 바라나시, 인도르, 보팔, 파트나, 잠셰드푸르, 란치 등이 있다. 이 지역은 다양한 인구를 포함하며, 다른 인도어와 함께 다양한 힌디어 방언이 사용되고, 힌두인, 무슬림, 시크교도를 포함한 다종교 인구와 다양한 카스트의 사람들, 그리고 상당수의 부족 인구가 거주한다.

## 정치적 영역
수년간 이들 주의 정치적 발전은 카스트 기반 정치에 의해 지배되었으나, 인도 인민당의 2014년 전국적 승리와 2017년 우타르프라데시주에서의 주 승리로 최근에는 다소 변화했다. 2019년 선거에서는 힌디 벨트 주에서 226명의 의원이 로크 사바에 선출되었다.

## 같이 보기
- 인도의 언어
- 힌디어 & 데바나가리 문자
- 인도 문학
- 인도아리아어군
- 다르드어군
- 드라비다어족
- 중인도아리아어군
- 동인도아리아어군
- 서인도아리아어군

## Bibliography
- 그리어슨, G. A. 인도 언어학 조사 Vol I-XI, 캘커타, 1928, ISBN 81-85395-27-6
- Masica, Colin (1991), 《The Indo-Aryan Languages》, Cambridge: Cambridge University Press, ISBN 978-0-521-29944-2.
- Shapiro, Michael C. (2003), 〈Hindi〉,   Cardona, George; Jain, Dhanesh, 《The Indo-Aryan Languages》, Routledge, 250–285쪽, ISBN 978-0-415-77294-5.

## 내용주
1. ↑  사용된 인구 조사 데이터가 주 수준이기 때문에 일부 언어가 과대 또는 과소 대표될 수 있다. 예를 들어, 우르두어는 5,200만 명의 화자(2001년)를 가지고 있지만, 그 언어 자체가 주로 인도 무슬림에 한정되어 있기 때문에 어떤 주에서도 다수가 아니다.